# شيهميات الفك
شيهميات الفك (الاسم العلمي: Hystricognatha) هي دون رتبة من الحيوانات تتبع رتبة القوارض من فوق رتبة الزغبيات

## فصائل
- الكابيائية